# Lee Si-eon
Lee Bo-yeon (en hangul, 이보연; hanja: 李普淵; RR: I Bo-yeon) más conocido como Lee Si-eon (hangul: 이시언; hanja: 李施彦; RR: I Si-eon), es un popular actor surcoreano.

## Biografía
Estudió radiodifusión y entretenimiento en el Instituto de las Artes de Seúl.
Es buen amigo de los actores surcoreanos Lim Ju-hwan y Namkoong Min.
En febrero del 2018 anunció que desde septiembre del año pasado estaba saliendo con la actriz surcoreana Seo Ji-seung. En noviembre de 2021 la pareja anunció que se había comprometido y el 24 de diciembre de 2021 celebraron la boda en una ceremonia privada.

## Carrera
Es miembro de la agencia Story J Company. Previamente formó parte de la agencia BS Company.
El 2 de octubre del 2013 apareció en la película Tough as Iron donde dio vida al endeudado amigo de Gang-cheol (Yoo Ah-in).
El 8 de octubre del 2014 apareció como Ki-tae, el mejor amigo de Young-min (Jo Jung-suk) en la película My Love, My Bride.
En diciembre del 2015 se unió al elenco recurrente de la serie Remember (también conocida como "Remember: War of the Son") donde interpretó a Ahn Soo-bum, el obediente y leal jefe de sección de la compañía Il-Ho, así como la mano derecha de Nam Gyu-man (Namkoong Min), hasta el final de la serie en febrero del 2016.
En julio del 2016 se unió al elenco recurrente de la serie W, donde dio vida a Park Soo-bong, un discípulo de Oh Seong-moo (Kim Eui-sung) y amigo de Oh Yeon-joo (Han Hyo-joo), hasta el final de la serie en septiembre del mismo año.
El 30 de marzo del 2017 realizó una aparición especial en la serie Good Manager (también conocida como "Chief Kim") donde interpretó al fiscal Park Yong-tae.
Ese mismo año realizó una aparición especial en la serie Whisper donde dio vida a Kang Yoo-taek de joven, el padre del abogado Kang Jung-il (Kwon Yul). El actor Kim Hong-pa interpretó a Il-hwan de adulto.
En abril del mismo año se unió al elenco recurrente de la serie Man to Man donde interpretó a Ji Se-hoon, el CEO de Chewing Entertainment y jefe de Yeo Woon-gwang (Park Sung-woong).
En julio del mismo año se unió al elenco recurrente de la serie Reunited Worlds, donde dio vida al oficial de la policía Shin Ho-bang. El actor Park Sung-joon interpretó a Ho-bang de joven.
En noviembre del mismo año se unió al elenco recurrente de la serie Two Cops, donde interpretó a Yong-pal, el amable dueño de un pequeño bar que es conocido por sus habilidades con los cuchillos y su lealtad.
Ese mismo año realizó una aparición especial en la serie Man in the Kitchen donde dio vida a Bong Myung-tae, el exnovio de Lee Roo-ri (Choi Soo-young).
En marzo del 2018 se unió al elenco recurrente de la serie Live, donde interpretó a Kang Nam-il, un oficial de la policía con más de diez años de experiencia, hasta el final de la serie el 6 de mayo del mismo año.
El 29 de septiembre del mismo año se unió al elenco principal de la serie Player, donde dio vida a Lim Byung-min, un talentoso hacker que se une a un equipo de élite para resolver crímenes, hasta el final de la serie el 11 de noviembre del mismo año.
El 1 de abril del 2019 realizó una aparición especial durante el tercer episodio de la segunda temporada de la serie Welcome to Waikiki donde interpretó al productor Lee Shi-un.
El 6 de mayo del mismo año se unió al elenco recurrente de la serie Abyss, donde dio vida a Park Dong-cheol, un detective de delitos violentos que asiste a la abogada Go Se-yeon (Park Bo-young), así como el novio de Lee Mi-do (Song Sang-eun), hasta el final de la serie el 25 de junio del mismo año.
El 20 de julio del mismo año realizó una aparición especial durante el tercer episodio de la serie Hotel Del Luna, donde interpretó a un astronauta y candidato para convertirse en el nuevo gerente del hotel.
El 14 de diciembre del mismo año se unió al elenco principal de la serie Queen: Love and War (también conocida como "Selection: The War Between Women"), donde dio vida a Wal, hasta el final de la serie el 9 de febrero del 2020.
El 9 de abril del 2020 apareció como uno de los personajes principales de la película Search Out donde interpretó a Sung-min, un aprendiz de policía que investiga el aparente suicidio de una joven de secundaria. En diciembre del mismo año se unió al elenco recurrente de la serie If You Cheat, You Die, donde dio vida al experimentado detective Jang Seung-chul, hasta el final de la serie en enero de 2021.

## Filmografía

### Series de televisión
| Año         | Título                                               | Personaje                  | Notas                                        |
| ----------- | ---------------------------------------------------- | -------------------------- | -------------------------------------------- |
| 2024        | Good Partner                                         | Kim Hoon                   | (aparición especial)                         |
| 2022        | Bad Prosecutor                                       | Go Joong-do                | [ 22 ]                                       |
| 2022        | Crazy Love                                           | Kang Min                   | [ 23 ]                                       |
| 2021        | Racket Boys                                          | Transeúnte                 | ep. #9 - (aparición especial)                |
| 2021        | Penthouse: War In Life 2                             | Detective                  | ep. #6 - (aparición especial)                |
| 2020 - 2021 | If You Cheat, You Die                                | Det. Jang Seung-chul       |                                              |
| 2020        | Kairos                                               | Repartidor                 | 2 episodios - (aparición especial)           |
| 2020        | To All The Guys Who Loved Me                         | Oh Si-un                   | ep. #1                                       |
| 2020        | Shall We Eat Dinner Together?                        | Dueño del Camión de Comida | ep. #3                                       |
| 2019 - 2020 | Queen: Love and War                                  | Wal                        | 16 episodios                                 |
| 2019        | Hotel Del Luna                                       | Astronauta                 | ep. #3                                       |
| 2019        | Abyss                                                | Det. Park Dong-cheol       |                                              |
| 2019        | Welcome to Waikiki 2                                 | Lee Shi-un                 | ep. #3                                       |
| 2018        | Player                                               | Lim Byung-min              | 14 episodios                                 |
| 2018        | Live                                                 | Kang Nam-il                |                                              |
| 2017 - 2018 | Two Cops                                             | Yong-pal                   |                                              |
| 2017        | I'm Not a Robot                                      | Hombre saltándose la línea | ep. #1                                       |
| 2017        | Man in the Kitchen                                   | Bong Myung-tae             |                                              |
| 2017        | Reunited Worlds                                      | Shin Ho-bang               |                                              |
| 2017        | My Sassy Girl                                        | Bang Se-ho                 |                                              |
| 2017        | Man to Man                                           | Ji Se-hoon                 |                                              |
| 2017        | Whisper                                              | Kang Yoo-taek (de joven)   |                                              |
| 2017        | Good Manager                                         | Fiscal Park Yong-tae       | ep. #20                                      |
| 2017        | Innocent Defendant                                   | Park Gi-tae                | ep. #18                                      |
| 2017        | Three Color Fantasy - The Universe's Star            | Jo Young-ki                |                                              |
| 2016        | W - Two Worlds                                       | Park Soo-bong              | 16 episodios                                 |
| 2015 - 2016 | Remember                                             | Ahn Soo-bum                |                                              |
| 2015 - 2016 | High-End Crush                                       | Jefe de Sección Heo        | (serie web)                                  |
| 2015        | Webtoon Hero Toondra Show                            | -                          | (segmento "The Texts of the Joseon Dynasty") |
| 2015        | Late Night Restaurant                                | Tae-soo                    | ep. #16                                      |
| 2015        | Falling for Innocence                                | Oh Woo-sik                 |                                              |
| 2015        | Hogu's Love                                          | Shin Chung-jae             |                                              |
| 2015        | Kill Me, Heal Me                                     | Dr. Park Min-jae           |                                              |
| 2014        | Righteous Love                                       | exnovio de Kim Il-ri       |                                              |
| 2014        | Modern Farmer                                        | Yoo Han-cheol              | 20 episodios                                 |
| 2014        | Noblewoman                                           | Yoon Shin-joong            |                                              |
| 2013        | Drama Special Season 4: Jin Jin                      | Kim Kyung-chul             | 1 episodio                                   |
| 2013        | Drama Special Season 4: Eunguk and the Ugly Duckling | Eun-kook                   | 1 episodio                                   |
| 2013        | Reply 1994                                           | Bang Sung-jae              | ep. #16                                      |
| 2013        | Drama Special Season 4: The Strange Cohabitation     | Kwang-hyun                 | 1 episodio                                   |
| 2013        | Don't Look Back: The Legend of Orpheus               | Kim Dong-soo               |                                              |
| 2013        | Seoyoung, My Daughter                                | Cita de Choi Ho-jung       |                                              |
| 2012        | Reply 1997                                           | Bang Sung-jae              | 16 episodios                                 |
| 2012        | The King 2 Hearts                                    | Primer amor de Kim Hang-ah |                                              |
| 2011 - 2012 | Bolder By the Day                                    | Wang Sung-han              |                                              |
| 2011        | Warrior Baek Dong-soo                                | Guardia Dae-heung          |                                              |
| 2011        | Paradise Ranch                                       | Secretario Lee             |                                              |
| 2010        | Dr. Champ                                            | Heo Taek-woo               |                                              |
| 2009        | Friend, Our Legend                                   | Kim Joong-ho               | 20 episodios                                 |

### Películas
| Año  | Título                       | Personaje                              | Notas                                                                                     |
| ---- | ---------------------------- | -------------------------------------- | ----------------------------------------------------------------------------------------- |
| 2024 | Pilot                        | Capitán de la fuerza aérea             | Aparición especial, junto a Jo Jung-suk, Lee Joo-myung, Han Sun-hwa y Shin Seung-ho       |
| 2020 | Search Out                   | Sung-min                               | junto a Kim Sung-cheol, Heo Ga-yoon, Go Soo-jung y Son Byung-ho                           |
| 2019 | I Killed My Wife             | Chae Jung-ho                           | junto a Ahn Nae-sang, Kim Ki-doo, Wang Ji-hye, Jeong Hyun y Seo Ji-young                  |
| 2019 | Race to Freedom: Um Bok Dong | Lee Hong-dae                           | junto a Rain, Kang So-ra, Lee Beom-soo, Min Hyo-rin, Park Jin-joo y Lee Geung-young       |
| 2015 | Office                       | -                                      | junto a Go Ah-sung, Bae Seong-woo, Park Sung-woong, Ryu Hyun-kyung y Kim Eui-sung         |
| 2014 | My Love, My Bride            | Ki-tae                                 | junto a Jo Jung-suk, Shin Min-ah, Yoon Jung-hee, Bae Seong-woo y Ra Mi-ran                |
| 2013 | Tough as Iron                | Jong-soo                               | junto a Yoo Ah-in, Kim Hae-sook, Kim Jung-tae, Kim Sung-oh y Jung Yu-mi                   |
| 2011 | Perfect Game                 | Miembro del Equipo Nacional de Béisbol | junto a Jo Seung-woo, Yang Dong-geun, Choi Jung-won, Hyun Jyu-ni y Ma Dong-seok           |
| 2011 | Children...                  | PD. Yoon                               | junto a Park Yong-woo, Ryu Seung-ryong, Sung Dong-il, Sung Ji-ru, Kim Yeo-jin y Ra Mi-ran |
| 2001 | Kick the Moon                | -                                      | junto a Lee Sung-jae, Cha Seung-won, Kim Hye-soo, Lee Jong-su y Yoo Hae-jin               |

### Programas de variedades
| Año              | Título                                     | Notas                           |
| ---------------- | ------------------------------------------ | ------------------------------- |
| 2016 - 2020      | I Live Alone                               | (ep. #174-377) - miembro        |
| 2020             | Seoul Country Folk                         | invitado                        |
| 2019             | Amazing Saturday (DoReMi Market)           | (ep. #88) - invitado            |
| 2017, 2018       | Life Bar                                   | (ep. #41, 90) - invitado        |
| 2017             | Please Take Care of My Refrigerator        | (ep. #118-119) - invitado       |
| 2017             | Knowing Bros                               | (ep. #101) - invitado           |
| 2016             | Scene Stealer (씬스틸러 - 드라마 전쟁)     | 8 episodios - miembro           |
| 2016             | Real Men: Manly Men Special                | miembro                         |
| 2013, 2016, 2019 | Radio Star                                 | (ep. #347, 492, 608) - invitado |
| 2013             | Handsome Boys of the 20th Century Season 2 | (ep. #24) - invitado            |
| 2012, 2016       | Saturday Night Live Korea                  | (ep. #18, 169) - invitado       |

### Teatro
| Año  | Título             | Personaje | Notas                                                                                    |
| ---- | ------------------ | --------- | ---------------------------------------------------------------------------------------- |
| 2021 | Intimate Strangers | -         | junto a Yang Kyung-won, Im Chul-soo, Im Se-mi, Kim Seol-jin, Jang Hee-jin y Sung Doo-sub |

### Presentador
| Año  | Evento                  | Notas                    |
| ---- | ----------------------- | ------------------------ |
| 2022 | 36th Golden Disc Awards | presentador de categoría |

### Aparición en videos musicales
| Año  | Intérpretes | Canción            | Notas  |
| ---- | ----------- | ------------------ | ------ |
| 2012 | Dal Shabet  | "Have, Don't Have" | [ 33 ] |

### Anuncios
| Año  | Título               | Notas               |
| ---- | -------------------- | ------------------- |
| 2018 | 이펀컴퍼니 삼국지M   | junto a Lee Kyu-han |
| 2018 | 바나나맛 우유        |                     |
| 2016 | SK 텔레콤 (스마트홈) |                     |
| 2014 | 쉐보레               |                     |
| 2013 | SK 텔레콤            |                     |

## Premios y nominaciones
| Año  | Categoría                                                    | Premio                       | Trabajo         | Resultado |
| ---- | ------------------------------------------------------------ | ---------------------------- | --------------- | --------- |
| 2019 | Best Teamwork Award (junto a Sung Hoon, Henry Lau & Kian 84) | 19th MBC Entertainment Award | I Live Alone    | Ganaron   |
| 2019 | Top Excellence Award in Variety Category (Male)              | 19th MBC Entertainment Award | I Live Alone    | Nominado  |
| 2018 | Top Excellence Award, Variety Category (Male)                | 18th MBC Entertainment Award | I Live Alone    | Ganó      |
| 2017 | Rookie Award, Variety Category                               | MBC Entertainment Award      | I Live Alone    | Nominado  |
| 2017 | Best Supporting Actor                                        | SBS Drama Award              | Reunited Worlds | Nominado  |
| 2017 | Golden Acting Award, Actor in a Monday-Tuesday Drama         | MBC Drama Award              | Two Cops        | Nominado  |
| 2016 | Best New Actor                                               | 36th MBC Drama Award         | W - Two Worlds  | Nominado  |
| 2016 | Best Couple Award (junto a Kim Eui-sung)                     | 36th MBC Drama Award         | W - Two Worlds  | Nominados |
| 2016 | Male Rookie Award in Variety Show                            | 16th MBC Entertainment Award | Real Men        | Nominado  |
| 2016 | Male Rookie Award in Variety Show                            | 16th MBC Entertainment Award | I Live Alone    | Nominado  |
| 2016 | Special Award, Actor in a Genre Drama                        | SBS Drama Award              | Remember        | Nominado  |